# Bermkeuken
Een bermkeuken is een kookapparaat dat behoort tot de inventaris van een vouwwagen.
Het is een soort 'aanrechtje' dat kan worden gebruikt als de vouwwagen is opgezet en dat ook onderweg, tijdens een korte pauze, gebruikt kan worden. 
De bermkeuken bestaat meestal uit een kooktoestel en een spoelbak, terwijl er vaak ook plaats is voor het opbergen van keukengerei. Hoewel de naam "bermkeuken" suggereert dat men er vooral in de berm zijn potje op kan koken, zal de bermkeuken toch meestal op een parkeerplaats of een camping worden gebruikt.
Tijdens het rijden met de vouwwagen wordt de bermkeuken meestal achter op de vouwwagen bevestigd, hier is in het ontwerp van de vouwwagen rekening mee gehouden. Het kan ook zijn dat de bermkeuken een vast onderdeel van de vouwwagen is.